# Condado de Geary
El condado de Geary (en inglés: Geary County) es condado en el estado estadounidense de Kansas. En el censo de 2000 el condado tenía una población de 27.947 habitantes. Forma parte del área metrolitana de Manhattan. La sede de condado es Junction City. El condado fue fundado el 7 de marzo de 1889 y fue nombrado en honor a John W. Geary, el tercer Gobernador del Territorio de Kansas.

## Geografía

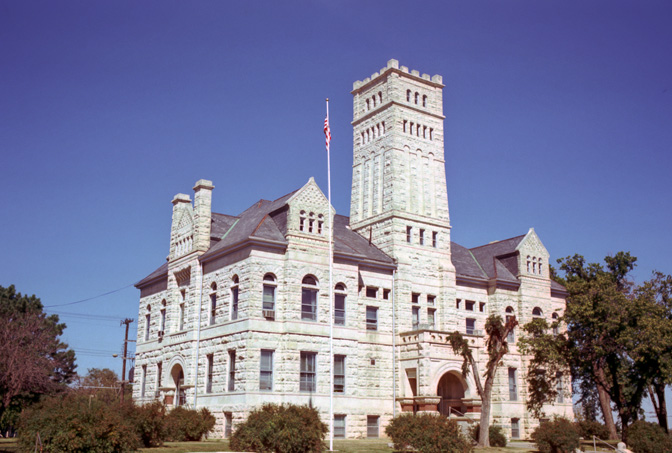
Juzgado del condado de Geary en Junction City.

Según la Oficina del Censo, el condado tiene un área total de 1.047 km² (404 sq mi), de la cual 996 km² (385 sq mi) es tierra y 51 km² (19 sq mi) (4,87%) es agua.

### Condados adyacentes
- Condado de Riley (norte)
- Condado de Wabaunsee (este)
- Condado de Morris (sur)
- Condado de Dickinson (oeste)
- Condado de Clay (noroeste)

## Demografía
En el  censo de 2000, hubo 27.947 personas, 10.458 hogares y 7.582 familias residiendo en el condado. La densidad poblacional era de 73 personas por milla cuadrada (28/km²). En el 2000 había 11.959 unidades habitacionales en una densidad de 31 por milla cuadrada (12/km²). La demografía del condado era de 64,13% blancos, 22,03% afroamericanos, 0,75% amerindios, 3,16% asiáticos, 0,41% isleños del Pacífico, 4,10% de otras razas y XXX% de dos o más razas. 5,41% de la población era de origen hispano o latino de cualquier raza. 
La renta promedio para un hogar del condado era de $31.917 y el ingreso promedio para una familia era de $36.372. En 2000 los hombres tenían un ingreso medio de $25.942 versus $21.389 para las mujeres. La renta per cápita para el condado era de $16.199 y el 12,10% de la población estaba bajo el umbral de pobreza nacional.

## Ciudades y pueblos
| - Fort Riley-Camp Whiteside - Fort Riley North | - Grandview Plaza - Junction City | - Milford - Pawnee | - Wreford |